# Äggledare

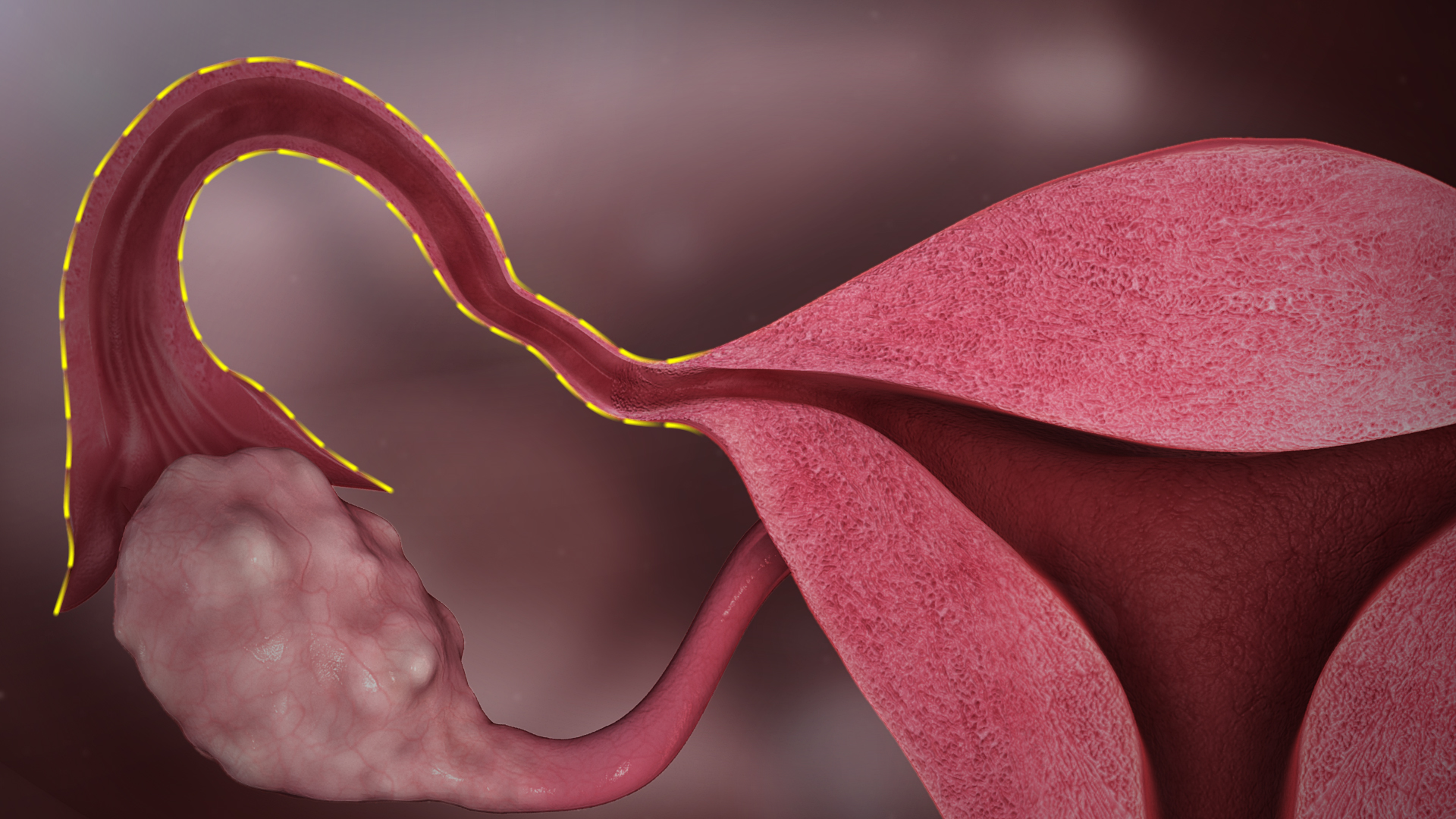
3D bild av en äggledare (gulmarkerad), som leder in i livmodern.

Äggledarna, tuba uterina, är tunna rörformade organ genom vilka äggceller transporteras från äggstockarna till livmodern med hjälp av rörväggarnas celler som har cilier.[källa behövs] Äggledaren börjar som en tratt mot äggstocken för att med hjälp av äggledarens fimbrier kunna fånga upp äggen när de släpps ut.
Det är oftast i äggledarna som befruktningen sker, och det tar cirka fyra dagar för det befruktade ägget att nå ner till livmodern.